# Прощание с Англией
«Прощание с Англией» (1852—1855) — картина английского художника Форда Мэдокса Брауна.

## История создания
Мэдокс Браун начал работу над картиной в 1852 году, в связи с отъездом его близкого друга, скульптора-прерафаэлита, Томаса Вулнера в Австралию в июле того же года. В 1850-е годы из Англии ежегодно эмигрировало около 350 000 человек. Браун, в то время испытывавший серьёзные материальные трудности, сам думал о переезде в Индию вместе с женой и детьми. Своё положение он определял как «очень трудное и немного сумасшедшее».

## Сюжет
На картине представлена супружеская пара (сам художник и его вторая жена Эмма), взявшись за руки, они отвернулись от английского берега (на заднем плане видны Белые скалы Дувра). На заднем плане видны пассажиры корабля. Девочка с яблоком в руке — дочь художника Кэтрин. Женщина сжимает ручку другого ребёнка (сын Брауна, Оливер), закрытого её мантильей. Бытовая подробность — овощи, подвешенные на поручнях — указывает на то, что путешественникам предстоит долгий путь. Одежда супругов указывает, что семья принадлежит к среднему классу, и они покидают страну не по тем причинам, которые вызывают эмиграцию рабочих классов; в каталоге выставки 1865 года Браун развивает эту тему: «Образованные люди связаны со своей страной в самом деле другими связями, чем неграмотный человек, главное соображение которого — еда и физический комфорт».
Формально Браун не был членом Братства прерафаэлитов, однако «Прощание с Англией», как многие другие его картины, демонстрирует его приверженность доктринам движения. Стремясь к наибольшему правдоподобию, художник писал на открытом воздухе в саду своего дома в Хэмпстеде, преимущественно в пасмурные дни. Свою жену он также рисовал на пленэре, работая даже тогда, когда выпадал снег. Как всегда, он писал медленно, тщательно прорабатывая детали, в своём дневнике Браун отметил, что рисование одних развевающихся лент шляпы заняло четыре недели.
На карандашном рисунке к «Прощанию с Англией», выполненном в 1852 году, заметна надпись на спасательной шлюпке White Horse Lin[e] of Australi[a], — намёк на отъезд Вулнера в Австралию. В окончательном варианте на борту шлюпки, из которой юнга разгружает овощи, видно название корабля «Эльдорадо», ироническая отсылка к названию мифической страны.

## Композиция
Для картины Браун выбрал необычную форму — тондо, характерную для живописи итальянского Ренессанса. Требовалось особое мастерство, чтобы вписать в неё многофигурную композицию. Благодаря этому формату взгляд зрителя фокусируется на двух главных персонажах картины, их напряжённых лицах, и лишь потом переключается на остальных пассажиров (семью «честного зеленщика» и «подонка», грозящего кулаком «с проклятиями земле его рождения, как будто она была ответственна за его неудачи».

## Версии картины
Известны две версии картины, одна хранится в Бирмингемском музее и художественной галерее, вторая — в Музее Фицуильяма (Кембридж). Точная акварельная копия бирмингемского варианта, созданная между 1864—1866 годами, находится в галерее Тейт Британия. Акварель предназначалась для Джорджа Рея Беркенхеда, покровителя прерафаэлитов. По некоторым данным, часть работы выполнила дочь Брауна Кэтрин. Существует также подробный карандашный набросок всей картины. Все варианты имеют форму тондо, но отличаются по колориту.
Картина была выставлена в 1855 году и имела успех, её тут же купили, и художник на время решил свои материальные проблемы и оставил мысли об эмиграции.
В марте 1859 года «The Last Sight of England» (так тогда называлась картина) была продана Бенджамином Виндосом Эрнесту Гамбару за 325 гиней (что составило в ценах 2019 года 34 400 английских фунтов).